# STCC 2019
La stagione 2019 del TCR Scandinavia Touring Car Championship è la decima edizione del campionato, la terza dopo l'adozione delle specifiche Gruppo TCR. È iniziata il 3 maggio al Ring Knutstorp e terminerà il 5 ottobre a Mantorp Park. Robert Dahlgren, su CUPRA TCR, si è aggiudicato il titolo piloti, mentre la Brink Motorsport si è aggiudicata il titolo scuderie.

## Scuderie e piloti
| Scuderia                      | Vettura                  | #  | Pilota                    | Gare        |
| ----------------------------- | ------------------------ | -- | ------------------------- | ----------- |
| PWR Racing - SEAT Dealer Team | CUPRA TCR                | 2  | Robert Dahlgren           | 1-7         |
| PWR Racing - SEAT Dealer Team | CUPRA TCR                | 19 | Mikaela Åhlin-Kottulinsky | 1-7         |
| SEAT Dealer Team - PWR Racing | CUPRA TCR                | 37 | Daniel Haglöf             | 7           |
| Poker Racing for Charity      | CUPRA TCR                | 59 | Peter Wallenberg          | 1-5, 7      |
| Brovallen Design              | Audi RS3 LMS TCR         | 3  | Andre Kiil                | 1           |
| Brovallen Design              | Audi RS3 LMS TCR         | 23 | Alex Andersson            | 4           |
| Brovallen Design              | Audi RS3 LMS TCR         | 99 | Tobias Johansson          | 5           |
| Brink Motorsport              | Audi RS3 LMS TCR         | 4  | Andreas Wernersson        | 1-7         |
| Brink Motorsport              | Audi RS3 LMS TCR         | 51 | Hannes Morin              | 1-7         |
| Brink Motorsport              | Audi RS3 LMS TCR         | 71 | Tobias Brink              | 1-7         |
| Massive Motorsport            | Honda Civic Type R TCR   | 5  | Casper Elgaard            | 6           |
| Insight Racing                | Honda Civic TCR          | 6  | Jonas Lynge               | 2, 4        |
| Insight Racing                | Alfa Romeo Giulietta TCR | 10 | Kristian Sætheren         | 6-7         |
| Insight Racing                | Alfa Romeo Giulietta TCR | 11 | Louise Frost              | 1-2, 4-5    |
| Insight Racing                | Alfa Romeo Giulietta TCR | 11 | Martin Jensen             | 6           |
| Madbull Racing                | CUPRA TCR                | 7  | Kim Lund                  | 2           |
| Team Hyundai Denmark          | Hyundai i30 N TCR        | 8  | Marco Gersager            | 6           |
| Micke Kågered Racing          | Volkswagen Golf GTI TCR  | 17 | Tomas Engström            | 1-2, 4-5, 7 |
| Micke Kågered Racing          | Volkswagen Golf GTI TCR  | 21 | Andreas Ahlberg           | 1-7         |
| Honda Racing Sweden           | Honda Civic TCR          | 20 | Mattias Andersson         | 1-7         |
| Experion Racing               | Volkswagen Golf GTI TCR  | 22 | Albin Wärnelöv            | 1-2, 4-7    |
| Target Competition            | Hyundai i30 N TCR        | 26 | Jessica Bäckman           | 2           |

## Calendario
| Gara | Gara | Circuito                | Data        | Supporto                                                       |
| ---- | ---- | ----------------------- | ----------- | -------------------------------------------------------------- |
| 1    | G1   | Ring Knutstorp          | 4 maggio    | Porsche Carrera Cup Scandinavia GT4 Scandinavia Formula Nordic |
| 1    | G2   | Ring Knutstorp          | 4 maggio    | Porsche Carrera Cup Scandinavia GT4 Scandinavia Formula Nordic |
| 2    | G3   | Circuito di Anderstorp  | 2 giugno    | Porsche Carrera Cup Scandinavia GT4 Scandinavia Formula Nordic |
| 2    | G4   | Circuito di Anderstorp  | 2 giugno    | Porsche Carrera Cup Scandinavia GT4 Scandinavia Formula Nordic |
| 3    | G5   | Skellefteå Drive Centre | 15 giugno   | Porsche Carrera Cup Scandinavia GT4 Scandinavia Formula Nordic |
| 3    | G6   | Skellefteå Drive Centre | 15 giugno   | Porsche Carrera Cup Scandinavia GT4 Scandinavia Formula Nordic |
| 4    | G7   | Falkenbergs Motorbana   | 14 luglio   |                                                                |
| 4    | G8   | Falkenbergs Motorbana   | 14 luglio   |                                                                |
| 5    | G9   | Karlskoga Motorstadion  | 18 agosto   | Porsche Carrera Cup Scandinavia GT4 Scandinavia Formula Nordic |
| 5    | G10  | Karlskoga Motorstadion  | 18 agosto   | Porsche Carrera Cup Scandinavia GT4 Scandinavia Formula Nordic |
| 6    | G11  | Jyllands-Ringen         | 8 settembre |                                                                |
| 6    | G12  | Jyllands-Ringen         | 8 settembre |                                                                |
| 7    | G13  | Mantorp Park            | 5 ottobre   | Porsche Carrera Cup Scandinavia GT4 Scandinavia Formula Nordic |
| 7    | G14  | Mantorp Park            | 5 ottobre   | Porsche Carrera Cup Scandinavia GT4 Scandinavia Formula Nordic |

## Risultati e classifiche

### Gare
| Gara | Circuito        | Pole position             | Giro veloce               | Pilota vincitore          | Scuderia vincitrice           |
| ---- | --------------- | ------------------------- | ------------------------- | ------------------------- | ----------------------------- |
| 1    | Ring Knutstorp  | Mikaela Åhlin-Kottulinsky | Mikaela Åhlin-Kottulinsky | Mikaela Åhlin-Kottulinsky | PWR Racing - SEAT Dealer Team |
| 2    | Ring Knutstorp  |                           | Robert Dahlgren           | Andreas Wernersson        | Brink Motorsport              |
| 3    | Anderstorp      | Robert Dahlgren           | Robert Dahlgren           | Robert Dahlgren           | PWR Racing - SEAT Dealer Team |
| 4    | Anderstorp      |                           | Tobias Brink              | Andreas Ahlberg           | Micke Kågered Racing          |
| 5    | Skellefteå      | Andreas Wernersson        | Robert Dahlgren           | Andreas Wernersson        | Brink Motorsport              |
| 6    | Skellefteå      |                           | Andreas Wernersson        | Robert Dahlgren           | PWR Racing - SEAT Dealer Team |
| 7    | Falkenbergs     | Robert Dahlgren           | Robert Dahlgren           | Tobias Brink              | Brink Motorsport              |
| 8    | Falkenbergs     |                           | Robert Dahlgren           | Andreas Wernersson        | Brink Motorsport              |
| 9    | Gelleråsen      | Robert Dahlgren           | Mattias Andersson         | Mattias Andersson         | Honda Racing Sweden           |
| 10   | Gelleråsen      |                           | Mikaela Åhlin-Kottulinsky | Tobias Brink              | Brink Motorsport              |
| 11   | Jyllands-Ringen | Robert Dahlgren           | Robert Dahlgren           | Robert Dahlgren           | PWR Racing - SEAT Dealer Team |
| 12   | Jyllands-Ringen |                           | Robert Dahlgren           | Andreas Ahlberg           | Micke Kågered Racing          |
| 13   | Mantorp Park    | Tobias Brink              | Tobias Brink              | Mattias Andersson         | Honda Racing Sweden           |
| 14   | Mantorp Park    |                           | Andreas Wernersson        | Andreas Wernersson        | Brink Motorsport              |

## Classifiche

### Classifica piloti
| Pos. | Pilota                    | KNU | KNU | AND | AND | SKE | SKE | FAL | FAL | GEL | GEL | JYL | JYL | MAN | MAN | Punti |
| ---- | ------------------------- | --- | --- | --- | --- | --- | --- | --- | --- | --- | --- | --- | --- | --- | --- | ----- |
| 1    | Robert Dahlgren           | 2   | 6   | 1   | 5   | 2   | 1   | 2   | 3   | 2   | Rit | 1   | 3   | 3   | 4   | 252   |
| 2    | Tobias Brink              | 3   | 4   | 3   | 2   | 5   | 5   | 1   | 4   | 5   | 1   | 2   | 2   | 2   | Rit | 223   |
| 3    | Andreas Wernersson        | 5   | 1   | 2   | 7   | 1   | 3   | 5   | 1   | 9   | 4   | 3   | 6   | 5   | 1   | 218   |
| 4    | Andreas Ahlberg           | 4   | 2   | 6   | 1   | 3   | 4   | 6   | 5   | 3   | 2   | 4   | 1   | 7   | 11  | 196   |
| 5    | Mattias Andersson         | 7   | 3   | 4   | 6   | 6   | 8   | 4   | 2   | 1   | 5   | 8   | 4   | 1   | 2   | 189   |
| 6    | Mikaela Åhlin-Kottulinsky | 1   | Rit | 5   | 10  | 4   | 2   | 3   | 7   | 4   | 3   | 6   | 5   | 6   | 3   | 167   |
| 7    | Tomas Engström            | 6   | 5   | 12  | 4   |     |     | 7   | 6   | 8   | Rit |     |     | 9   | 6   | 60    |
| 8    | Hannes Morin              | 8   | 7   | 13  | 12  | Rit | 6   | 9   | 8   | 7   | 7   | 7   | 10  | 8   | 5   | 59    |
| 9    | Albin Wärnelöv            | Rit | 9   | 8   | 8   |     |     | 8   | 12  | 6   | 6   | SQ  | 8   | 10  | 7   | 41    |
| 10   | Peter Wallenberg          | 9   | 8   | 11  | 11  | 7   | 7   | 12  | 10  | 11  | 9   |     |     | 12  | 10  | 22    |
| 11   | Jessica Bäckman           |     |     | 7   | 3   |     |     |     |     |     |     |     |     |     |     | 21    |
| 12   | Daniel Haglöf             |     |     |     |     |     |     |     |     |     |     |     |     | 4   | 9   | 16    |
| 13   | Casper Elgaard            |     |     |     |     |     |     |     |     |     |     | 5   | SQ  |     |     | 14    |
| 14   | Kristian Sætheren         |     |     |     |     |     |     |     |     |     |     | 9   | 7   | 11  | 8   | 8     |
| 15   | Jonas Lynge               |     |     | 9   | 9   |     |     | 10  | 9   |     |     |     |     |     |     | 7     |
| 16   | Tobias Johansson          |     |     |     |     |     |     |     |     | 10  | 8   |     |     |     |     | 5     |
| 17   | Louise Frost              | 10  | Rit | 10  | 13  |     |     | 11  | 13  | NP  | 10  |     |     |     |     | 3     |
| 18   | Marco Gersager            |     |     |     |     |     |     |     |     |     |     | 11  | NP  |     |     | 2     |
| 19   | Martin Jensen             |     |     |     |     |     |     |     |     |     |     | 10  | Rit |     |     | 1     |
| 20   | Alex Andersson            |     |     |     |     |     |     | 13  | 11  |     |     |     |     |     |     | 0     |
| 21   | Kim Lund                  |     |     | 14  | 14  |     |     |     |     |     |     |     |     |     |     | 0     |
| 22   | Andre Kiil                | Rit | NP  |     |     |     |     |     |     |     |     |     |     |     |     | 0     |
| Pos. | Pilota                    | KNU | KNU | AND | AND | SKE | SKE | FAL | FAL | GEL | GEL | JYL | JYL | MAN | MAN | Punti |

| Colore  | Risultato             |
| ------- | --------------------- |
| Oro     | Vincitore             |
| Argento | 2º posto              |
| Bronzo  | 3º posto              |
| Verde   | Finito a punti        |
| Blu     | Finito senza punti    |
| Viola   | Ritirato (Rit)        |
| Viola   | Non classificato (NC) |
| Rosso   | Non qualificato (NQ)  |
| Nero    | Squalificato (SQ)     |
| Bianco  | Non partito (NP)      |
| Bianco  | Non ha gareggiato     |
| Bianco  | Infortunato (INF)     |
| Bianco  | Escluso (ES)          |
| Bianco  | Gara cancellata (C)   |

### Classifica scuderie
| Pos. | Scuderia                      | KNU | KNU | AND | AND | SKE | SKE | FAL | FAL | GEL | GEL | JYL | JYL | MAN | MAN | Punti |
| ---- | ----------------------------- | --- | --- | --- | --- | --- | --- | --- | --- | --- | --- | --- | --- | --- | --- | ----- |
| 1    | Brink Motorsport              | 3   | 1   | 2   | 2   | 1   | 3   | 1   | 1   | 5   | 1   | 2   | 2   | 2   | 1   | 443   |
| 1    | Brink Motorsport              | 5   | 4   | 3   | 7   | 5   | 5   | 5   | 4   | 7   | 4   | 3   | 6   | 5   | 5   | 443   |
| 2    | PWR Racing - SEAT Dealer Team | 1   | 6   | 1   | 5   | 2   | 1   | 2   | 3   | 2   | 3   | 1   | 3   | 3   | 3   | 414   |
| 2    | PWR Racing - SEAT Dealer Team | 2   | Rit | 5   | 10  | 4   | 2   | 3   | 7   | 4   | Rit | 6   | 5   | 6   | 4   | 414   |
| 3    | Micke Kågered Racing          | 4   | 2   | 6   | 1   | 3   | 4   | 6   | 5   | 3   | 2   | 4   | 1   | 7   | 6   | 263   |
| 3    | Micke Kågered Racing          | 6   | 5   | 12  | 4   |     |     | 7   | 6   | 8   | Rit |     |     | 9   | 11  | 263   |
| 4    | Honda Racing Sweden           | 7   | 3   | 4   | 6   | 6   | 8   | 4   | 2   | 1   | 5   | 8   | 4   | 1   | 2   | 193   |
| 5    | Experion Racing               | Rit | 9   | 8   | 8   |     |     | 8   | 12  | 6   | 6   | SQ  | 8   | 10  | 7   | 46    |
| 6    | Insight Racing                | 10  | Rit | 9   | 9   |     |     | 10  | 9   | NP  | 10  | 9   | 7   | 11  | 8   | 35    |
| 6    | Insight Racing                |     |     | 10  | 13  |     |     | 11  | 13  |     |     | 10  | Rit |     |     | 35    |
| 7    | Poker Racing for Charity      | 9   | 8   | 11  | 11  | 7   | 7   | 12  | 10  | 11  | 9   |     |     | 12  | 10  | 33    |
| 8    | SEAT Dealer Team - PWR Racing |     |     |     |     |     |     |     |     |     |     |     |     | 4   | 9   | 24    |
| 9    | Target Competition            |     |     | 7   | 3   |     |     |     |     |     |     |     |     |     |     | 21    |
| 10   | Massive Motorsport            |     |     |     |     |     |     |     |     |     |     | 5   | SQ  |     |     | 14    |
| 11   | Brovallen Design              | Rit | NP  |     |     |     |     | 13  | 11  | 10  | 8   |     |     |     |     | 9     |
| 12   | Team Hyundai Denmark          |     |     |     |     |     |     |     |     |     |     | 11  | NP  |     |     | 3     |
| 13   | Madbull Racing                |     |     | 14  | 14  |     |     |     |     |     |     |     |     |     |     | 0     |
| Pos. | Pilota                        | KNU | KNU | AND | AND | SKE | SKE | FAL | FAL | GEL | GEL | JYL | JYL | MAN | MAN | Punti |

| Colore  | Risultato             |
| ------- | --------------------- |
| Oro     | Vincitore             |
| Argento | 2º posto              |
| Bronzo  | 3º posto              |
| Verde   | Finito a punti        |
| Blu     | Finito senza punti    |
| Viola   | Ritirato (Rit)        |
| Viola   | Non classificato (NC) |
| Rosso   | Non qualificato (NQ)  |
| Nero    | Squalificato (SQ)     |
| Bianco  | Non partito (NP)      |
| Bianco  | Non ha gareggiato     |
| Bianco  | Infortunato (INF)     |
| Bianco  | Escluso (ES)          |
| Bianco  | Gara cancellata (C)   |